# Legislative Assembly of Queensland
Die Legislative Assembly of Queensland ist die einzige Kammer des Parlaments des australischen Bundesstaates Queensland. Wahlen finden im Regelfall alle drei Jahre statt. Das Wahlsystem entspricht dem Optional Preferential Voting, einer Form des Instant-Runoff-Votings. Die Kammer besteht aus 89 Abgeordneten, welche als „Member of Parliament“ (MP) bezeichnet werden. Bis zum Jahr 2000 lautete die Bezeichnung noch „Member of the Legislative Assembly“ (MLA).
Die Assembly wurde 1859 gegründet, ihre erste Tagung fand im Mai 1860 statt. Protokolliert werden die Sitzungen als Hansard seit dem April 1864, Queensland war damals der erste Bundesstaat, in dem derartige Aufzeichnungen eingeführt wurden.

## Geschichte

### Geschichte vor 1923
Ursprünglich war die Legislative Assembly das Unterhaus eines typischen Westminsterparlamentes mit zwei Kammern. Das Oberhaus war das Legislative Council of Queensland, dessen Mitglieder ihr Mandat bis zu ihrem Tod innehatten. Neue Mitglieder, als Ersatz für frei werdende Sitze, wurden von der jeweils aktuellen Regierung berufen. Die erste Sitzung der Assembly im Mai 1860 wurde in einer alten Kaserne in der Queen Street in Brisbane abgehalten, welche zuvor zur Unterbringung von Strafgefangenen diente. Sie hatte 26 Mitglieder aus 16 Wahlkreisen, von denen fast die Hälfte Pastoralisten oder Squatter waren. Frühe Sitzungen befassten sich mit Themen, wie dem Landbesitz, Arbeit, Eisenbahnen, öffentlichen Arbeiten, Einwanderung, Bildung und Goldfunden.
Im April 1864 wurde der erste Hansard, die Aufzeichnung einer Parlamentssitzung, produziert. Es handelte sich hierbei um den ersten Hansard in Australien und den zweiten im Commonwealth, nachdem er in Nova Scotia 1855 eingeführt worden war.
Im gleichen Jahr wurde die Abgeordnetenzahl auf 32 erhöht und 1868, nachdem es in Queensland zu einer Reihe von Umverteilungen gekommen war, auf 42. Die Abgeordneten wurden bis 1886 nicht bezahlt, wodurch Arbeiter von der Beteiligung an der Bundesstaatspolitik als Abgeordnete de facto ausgeschlossen waren.
Die Assembly wurde von 1860 bis 1892 nach dem Mehrheitswahlrecht gewählt. Danach wurde bis 1942 nach dem Contingent Vote gewählt, einer ungewöhnlichen Form des Instant-Runoff-Votings. Dieses wurde von einer konservativen Regierung eingeführt, um dafür Sorge zu tragen, dass die Labor-Partei möglichst wenig Sitze gewinnt.
1942 wurde die Mehrheitswahl erneut eingeführt, diese wurde 1962 wieder durch Instant-Runoff-Voting ersetzt. Dies war eine Entscheidung der damaligen Labor-Regierung, welche mit Stimmverlusten seit den 1940ern konfrontiert war und mit diesem Wahlrecht die Opposition spalten wollte. 1992 kam es zu einer weiteren Änderung des Wahlsystems, mit der Einführung des Optional Preferential Voting, einer Form des Instant-Runoff-Votings. Dieses ist das aktuelle Wahlsystem.
Nach einer Wahlrechtsänderung im Jahre 1912 wurde in jedem Wahlkreis nur noch ein Abgeordneter gewählt. 1922 wurde das Legislative Council abgeschafft, unter anderem mit der Unterstützung von einigen Oberhaus-Mitgliedern, welche für die Auflösung ihrer Kammer stimmten und als „suicide squad“ bekannt wurden. Nach der Auflösung des Oberhauses ist Queensland bis heute der einzige australische Bundesstaat mit einem Einkammerparlament.
Die jüngste Person, die jemals in die Legislative Assembly of Queensland gewählt wurde, ist Lawrence Springborg, ehemals Minister for Natural Resources und zuvor Oppositionsführer. Er wurde 1989 im Alter von 21 Jahren ins Parlament gewählt.

### Gerrymandering in Queensland
Von 1948 bis zu den Reformen nach dem Ende der Ära des langjährigen Premierministers Johannes Bjelke-Petersen wurde in Queensland ein System zur Wahlkreisziehung genutzt, welches darauf ausgelegt war, den Wählern der Regierung – auf Kosten der Opposition – möglichst viel Macht in Form von sicher gewonnenen Sitzen zukommen zu lassen. Diese spezifische Form des Gerrymandering drückte sich darin aus, dass die Wahlkreise so zugeschnitten und verteilt waren, dass den ländlichen Regionen mehr Macht zukam als den urbanen.
Das Queensland Gerrymandering wurde 1949 von der Labor-Regierung unter Ned Hanlon eingeführt und nutzte eine Reihe von Wahlkreiszonen, welche auf ihrer Entfernung zu Brisbane basierten.
Queensland wurde in drei Zonen aufgeteilt, die städtische Zone um Brisbane (metropolitan zone), die Zone um die Provinzstädte herum (provincial cities zone) und die ländliche Zone (rural zone). Während die Anzahl der Wähler je Wahlkreis in einer Zone annähernd gleich war, so gab es einen erheblichen Unterschied bei der Anzahl der Wahlberechtigten zwischen den Zonen. So gab es in abgelegeneren Zonen Wahlkreise, in denen es nur 5.000 Wahlberechtigte gab, während in der städtischen Zone auf 25.000 Menschen ein Sitz kam. Durch dieses System gelang es der Labor-Regierung den maximalen Nutzen aus ihren Stimmen zu ziehen, speziell in der Provinzstadt-Zone, welche die Machtbasis der Labor-Partei darstellte.
Nach einer internen Spaltung der Partei in den späten 1950ern übernahm eine konservative Koalition die Regierung, unter der Leitung der Country Party. Diese änderte zuallererst das Wahlsystem, um aus der Spaltung der Labor-Partei einen Vorteil zu ziehen. Weiterhin wurden die Provinzstädte von den sie umgebenden ländlichen Regionen getrennt und diese der ländlichen Zone zugeschlagen. Dadurch wurden neue sichere Sitze für die Country Party geschaffen. Als die Spannungen in der Labor-Partei in den frühen 1970ern nachließen und es im Gegenteil zu Spannungen in der konservativen Koalition kam, verringerten sich die Vorteile der Konservativen, welche diese aus dem Wahlrecht zogen. Deshalb wurde dem Zonensystem eine vierte Zone hinzugefügt, in welcher sich abgelegene Gebiete befanden (remote zone), in der es relativ viele Sitze mit noch weniger Wählern gab. Auch schaffte es die konservative Regierung, die Unterstützer der Labor-Partei in den Provinzstädten zu isolieren und ihre eigene ländliche Machtbasis zu stärken. Im Durchschnitt benötigte die Country Party nur 7.000 Stimmen für einen Sitz, im Gegensatz zu Labor, welche 12.800 Stimmen für einen für sie typischen Sitz brauchte.
Dieses Verschanzen der Konservativen beruhte auch auf sozioökonomischen und demographischen Änderungen, welche mit der Mechanisierung der Farmen und der Urbanisierung die arbeitende Bevölkerung von den ländlichen und abgelegenen Regionen in die Städte brachten.
In den späten 1980ern führte der Niedergang der Nationalen Partei, im Zusammenspiel mit einem schnellen Bevölkerungswachstum in Südost-Queensland, zu der Erkenntnis, dass das Zonensystem nicht länger eine konservative Dominanz garantieren konnte.
1988 wurden  vier Referenden abgehalten, von denen eines gerechte Wahlsysteme in Australien festschreiben sollte. Das Referendum wurde nicht angenommen, doch machte es die Öffentlichkeit auf den aktuellen Zustand aufmerksam. Eine große Interessengruppe, die „Citizens for Democracy“, betrieb exzessive Lobbyarbeit bei den Liberalen und der Labor-Partei, um diese Angelegenheit zu einem Hauptwahlkampfthema zu machen und die Wahlen in Queensland 1989 zum Wendepunkt zu erklären.
1989 übernahm die Labor-Partei die Regierung und versprach die Vorschläge der „Fitzgerald Inquiry“ umzusetzen, einer gerichtlichen Untersuchungskommission bezüglich der Korruption innerhalb der Polizei von Queensland. Diese Vorschläge enthielten die Schaffung einer „Electoral and Administrative Reform Commission“. Die EARC empfahl die Abschaffung des Zonensystems und deren Ersetzung durch ein „modifiziertes eine Stimme, ein Wert“ System. Nach der Umsetzung dieser Vorschläge hatten die meisten Wahlkreise die etwa gleiche Anzahl an Wahlberechtigten, wenn auch mit einer größeren Toleranz bezüglich weniger Wählern in entlegenen Gebieten. Dieses System ist bis heute in Kraft, wodurch es sich ergeben hat, dass 40 Sitze in Brisbane vergeben werden und 49 im Rest von Queensland.

### Wahlergebnisse
In der folgenden Tabelle sind die Wahlergebnisse in Form der gewonnenen Sitze seit 1932 aufgeführt. Die jeweils stärkste Partei ist farblich hervorgehoben. Aufgrund des Wahlrechts verfügt diese für gewöhnlich über die absolute Mehrheit der Sitze und stellt damit die Regierung.
| Partei          | 32 | 35 | 38 | 41 | 44 | 47 | 50 | 53 | 56 | 57 | 60 | 66 | 66 | 69 | 72 | 74 | 77 | 80 | 83 | 86 | 89 | 92 | 95 | 98 | 01 | 04 | 06 | 09 | 12 | 15 | 17 |
| --------------- | -- | -- | -- | -- | -- | -- | -- | -- | -- | -- | -- | -- | -- | -- | -- | -- | -- | -- | -- | -- | -- | -- | -- | -- | -- | -- | -- | -- | -- | -- | -- |
| Labor           | 33 | 46 | 44 | 41 | 37 | 35 | 42 | 50 | 49 | 20 | 25 | 26 | 26 | 31 | 33 | 11 | 23 | 25 | 32 | 30 | 54 | 54 | 45 | 44 | 66 | 63 | 59 | 51 | 7  | 44 | 48 |
| NPA / LPA / LNP | 28 | 16 | 13 | 14 | 12 | 14 | 31 | 23 | 24 | 42 | 46 | 46 | 47 | 45 | 47 | 69 | 59 | 57 | 49 | 56 | 35 | 35 | 43 | 32 | 15 | 20 | 25 | 34 | 74 | 42 | 39 |
| One Nation      |    |    |    |    |    |    |    |    |    |    |    |    |    |    |    |    |    |    |    |    |    |    |    | 11 | 3  | 1  | 1  |    |    |    | 1  |
| Andere          | 1  |    | 5  | 7  | 13 | 13 | 2  | 2  | 2  | 13 | 7  | 6  | 5  | 2  | 2  | 2  |    |    | 1  |    |    |    | 1  | 2  | 5  | 5  | 4  | 4  | 8  | 3  | 5  |
| Insgesamt       | 62 | 62 | 62 | 62 | 62 | 62 | 75 | 75 | 75 | 75 | 78 | 78 | 78 | 78 | 82 | 82 | 82 | 82 | 82 | 89 | 89 | 89 | 89 | 89 | 89 | 89 | 89 | 89 | 89 | 89 | 93 |

## Parliament House
Die Legislative Assembly of Queensland hat ihren Sitz im Parliament House in Brisbane. Das Gebäude wurde 1891 fertiggestellt. Der Sitzungssaal ist im dunklen Grün des traditionellen Westminster-Stils dekoriert. Einst war der Saal durch in der Mitte positionierte Tische in zwei Hälften aufgeteilt, in denen sich erhöhte Bänke befanden. Heute sind drei Reihen Bänke U-förmig auf den Stuhl des Parlamentssprechers ausgerichtet. Alle Bänke haben ihre eigenen Tische und Mikrophone.

## Aktuelle Sitzverteilung
| Australian Labor Party    | 7  | 44 | 48 |  |  |  |  |  |  |  |  |  |  |  |  |  |  |  |  |  |  |  |  |  |  |  |  |  |  |  |  |  |  |  |  |  |  |  |  |  |  |  |  |  |  |  |  |  |  |  |  |
| Liberale Nationalpartei   | 78 | 42 | 39 |  |  |  |  |  |  |  |  |  |  |  |  |  |  |  |  |  |  |  |  |  |  |  |  |  |  |  |  |  |  |  |  |  |  |  |  |  |  |  |  |  |  |  |  |  |  |  |  |
| Katter’s Australian Party | 3  | 2  | 3  |  |  |  |  |  |  |  |  |  |  |  |  |  |  |  |  |  |  |  |  |  |  |  |  |  |  |  |  |  |  |  |  |  |  |  |  |  |  |  |  |  |  |  |  |  |  |  |  |
| Andere                    | 2  | 1  | 3  |  |  |  |  |  |  |  |  |  |  |  |  |  |  |  |  |  |  |  |  |  |  |  |  |  |  |  |  |  |  |  |  |  |  |  |  |  |  |  |  |  |  |  |  |  |  |  |  |